# Martin Taylor
Martin Taylor (Ashington, 9. studenog 1979.) engleski je umirovljeni nogometaš.
Kao igrač Birmingham Cityja, dana 23. veljače 2008. godine, u 3. minuti susreta između Arsenala i Birminghama, brutalno je startao na Eduarda da Silvu, koji je pretrpio otvoren lom gležnja i svih ligamenta. Taylor je bio kažnjen s 3 utakmice neigranja.